# Dolmen del Prado de las Cruces

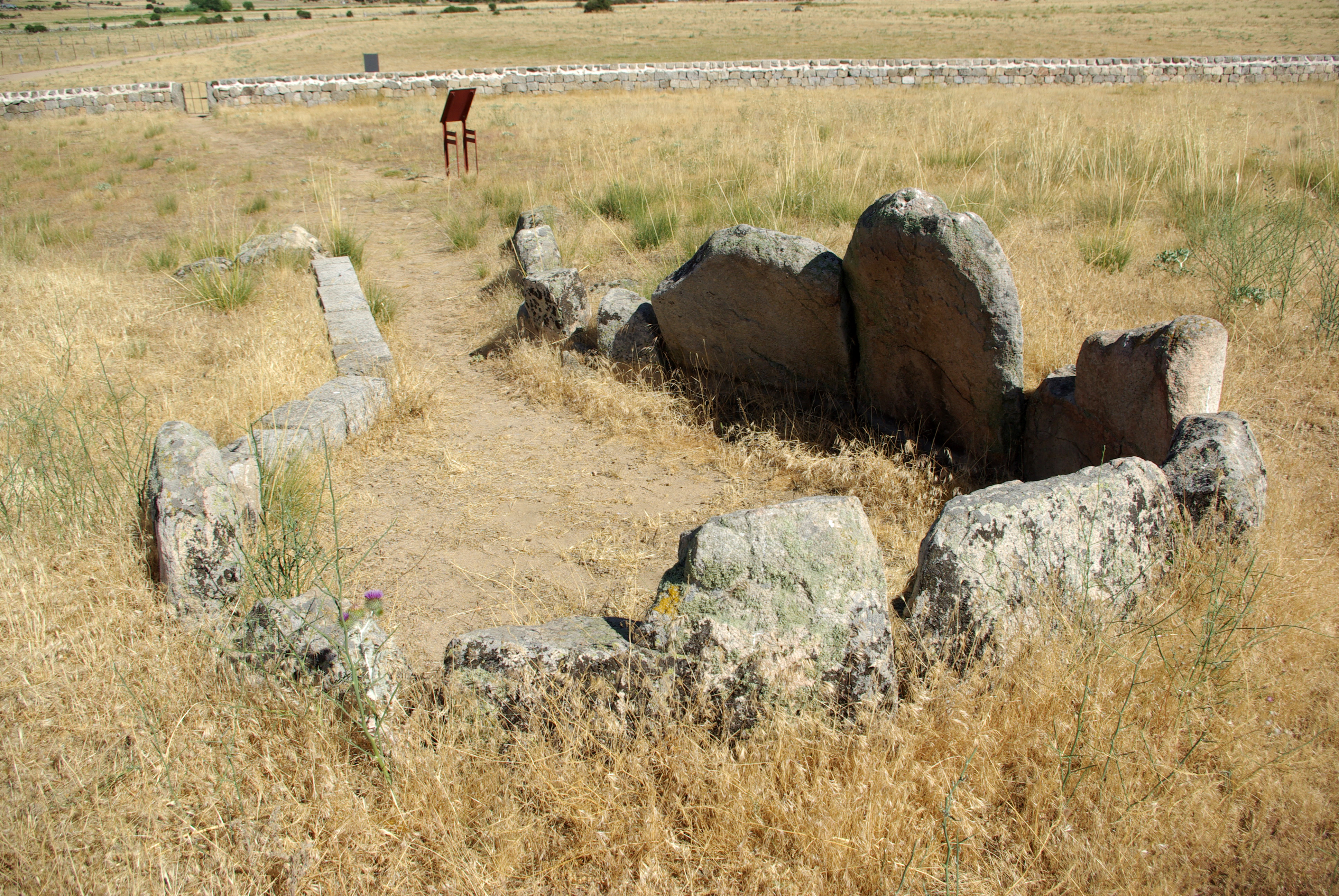
Dolmen del Prado de las Cruces

Der Dolmen del Prado de las Cruces (auch Dolmen de Bernuy oder Dolmen del Campo de las Cruces genannt) im Westen des Dorfes Bernuy-Salinero stellt ein einziges Beispiel der für den Westen der Iberischen Halbinsel typischen Megalitharchitektur vom Typ Anta in der Provinz Ávila in der Region Kastilien-León westlich von Madrid in Spanien dar. Prado bedeutet „Wiese“, Campo „Feld“ und Cruses „Kreuze“.
Das Denkmal ist durch eine niedrige Steinmauer geschützt. Die aus 10 in situ befindlichen Tragsteinen durch drei Betonblöcke ergänzte, ovale Kammer von etwa 3,5 m Breite und 4,0 m Länge und der südöstlich orientierte einseitig ebenfalls ergänzte, etwa 5,0 m lange Gang mit einer weiten Mündung, waren von einem etwa 22 m messenden Hügel aus Erde und Steinen bedeckt. Alle Steine sind mehr oder weniger abgeschlagen.
Die Verwendung der Anlage erfolgte aufgrund der Funde im späten Neolithikum und in der frühen Bronzezeit, also in den letzten Jahrhunderten des 4. Jahrtausends und im ersten Drittel des 2. Jahrtausends v. Chr.